# Miloslawski
Das Haus von Miloslawski (russisch Милославские) war eine russische Bojarenfamilie. Die Adligen von Miloslawski sind vor allem für Marija Iljinitschna Miloslawskaja bekannt, die die erste Ehefrau von Zar und Großfürst Alexei I Romanow war. Die Adelsfamilie Miloslawski ist mit den Häusern Romanow, Romanow-Holstein-Gottorp, Korsakow und Rimski-Korsakow verbunden.
Das Geschlecht beginnt seine Stammreihe auf Sigmund, der sich in der zweiten Hälfte des 14. Jahrhunderts in der Woiwodschaft Połock im Großfürstentum Litauen nieder ließ. Bereits in der nächsten Generation stand die Familie in russischen Diensten. Die Familie stieg zu Bojaren auf. In Folge des Strelitzenaufstand 1682 erlangten das Haus Miloslawski seine höchste Machtentfaltung und brachte in der Folgezeit zahlreiche Staatsmänner hervor. 1791 ist der Stammlinie der Familie erloschen.